# Acordulecera spathulata
Acordulecera spathulata – gatunek błonkówki z rodziny Pergidae.

## Taksonomia
Gatunek ten został opisany w 1906 roku przez Friedricha Konowa pod nazwą Acorduleceros spathulatus. Jako miejsce typowe podano Oyapock w brazyliskim stanie Amapá. Syntypem jest samiec. 

## Zasięg występowania
Ameryka Południowa, znany jedynie ze stanu Amapá w płn. Brazylii.